# Hagenberg im Mühlkreis
Hagenberg im Mühlkreis (bis 1. November 1951 nur Hagenberg) ist eine Marktgemeinde in Oberösterreich im Bezirk Freistadt im Mühlviertel mit 3163 Einwohnern (Stand 1. Jänner 2025).

## Geografie
Hagenberg im Mühlkreis liegt auf 444 m Höhe im Mühlviertel. Die Ausdehnung beträgt von Nord nach Süd 4,5 km und von West nach Ost 6 km. Die Gesamtfläche beträgt 15,1 km². 30,5 % der Fläche sind bewaldet und 61,6 % der Fläche sind landwirtschaftlich genutzt.

### Gemeindegliederung
Das Gemeindegebiet umfasst folgende acht Ortschaften (in Klammern Einwohnerzahl Stand 1. Jänner 2025):
- Anitzberg (377) samt Straßhäuser
- Hagenberg im Mühlkreis (1872) samt Stöcklgraben, Teichweg und Zainze
- Mahrersdorf (106)
- Niederaich (45)
- Oberaich (181)
- Penzendorf (30)
- Schmidsberg (48) samt Miniberg
- Veichter (504)

Die Gemeinde besteht aus den Katastralgemeinden Hagenberg und Schmidsberg.
Die Gemeinde liegt im Gerichtsbezirk Freistadt.

### Nachbargemeinden
| Neumarkt im Mühlkreis |                                             |           |
| Unterweitersdorf      | Kompassrose, die auf Nachbargemeinden zeigt |           |
|                       | Wartberg ob der Aist                        | Pregarten |

## Geschichte
Erstmals wurde die Burg von Hagenberg im Jahre 1139 erwähnt. Seit 1490 wird der Ort dem Fürstentum Österreich ob der Enns zugerechnet. Diese Burg wurde in den folgenden Jahrhunderten durch eine Vielzahl von Besitzern kontinuierlich erweitert, bis im 16. Jahrhundert und 17. Jahrhundert eine große Renaissance-Schlossanlage entstanden war. Diese brannte 1728 infolge eines Blitzschlags ab. Nach dem Wiederaufbau im 18. Jahrhundert wechselte die Burg noch mehrmals ihre Besitzer.
Während der Napoleonischen Kriege war der Ort mehrfach besetzt. Seit 1918 gehört der Ort zum Bundesland Oberösterreich. Bereits vor dem Anschluss Österreichs an das Deutsche Reich 1938 gab es im Pregartner Raum Propagandaaktionen von Mitgliedern der verbotenen NSDAP. Am 24. Juni 1934 wurde etwa ein „Hakenkreuzfeuer“ in Hagenberg angezündet, das zu einem Waldbrand führte, bei dem 2000 Festmeter Brennholz und ein größerer Teil Jungwald der Gutsverwaltung zerstört wurden. Nach dem Anschluss Österreichs an das Deutsche Reich am 13. März 1938 gehörte der Ort zum Gau Oberdonau und wurde Teil der benachbarten Gemeinde Pregarten. Als erster Bürgermeister der Nationalsozialisten übernahm Karl Radler am 12. März 1938 die Amtsgeschäfte von Johann Stöger. Nach 1945 lag Hagenberg in der sowjetischen Besatzungszone und nach 1955 erfolgte der Aus- und Neubau der Infrastruktur.
Seit Beginn des letzten Jahrhunderts begann die Bausubstanz des Schlosses allmählich zu verfallen, bis die Anlage in den 1960er-Jahren schließlich unbewohnbar wurde. In den 1980er-Jahren wurde die Anlage durch eine Initiative der Gemeinde und des Schlossvereins mit finanzieller Unterstützung des Landes Oberösterreich wieder aufgebaut, revitalisiert und anschließend als Ausbildungsstätte genutzt. Im Jahre 1988 wurden das Architektenteam Riepl/Moser und ihr Werk mit dem Architekturpreis des Landes Oberösterreich ausgezeichnet.
Durch die Ansiedlung des Softwareparks Hagenberg, einem Technologiezentrum für computerbezogene Themen, oberhalb des Schlosses beim alten Meierhof im Jahr 1989 erlebt der Ort seit den 2000er-Jahren enormen Aufschwung, und wird schon das „Silicon Valley Österreichs“ genannt.
Am 28. Jänner 1991 wurde Hagenberg im Mühlkreis zur Marktgemeinde ernannt.

### Bevölkerungsentwicklung und -struktur
Im Jahr 1869 wohnten im Gemeindegebiet 1049 Menschen. Bis 1961 wuchs die Bevölkerung stetig, seit 1961 ist durch Zuzug eine rasche Bevölkerungszunahme zu verzeichnen. Im Jahr 1991 hatte die Gemeinde 2137 Einwohner, bei der Volkszählung 2001 bereits 2513, was einem Anstieg von 17,6 % entspricht. Am 1. Jänner 2020 verzeichnete die Gemeinde 2764 Einwohner, den höchsten Stand in der Geschichte.
Bei der Volkszählung 2001 betrug der Anteil der Einwohner, die 60 Jahre und älter waren, 15,9 %; 20,7 % waren unter 15 Jahre alt. Der Anteil der weiblichen Bevölkerung lag bei 50,8 %.
Von den 1994 Bewohnern Hagenbergs, die 2001 über 15 Jahre alt waren, hatten 7,3 % eine Universität, Fachhochschule oder Akademie abgeschlossen. Weitere 11,0 % hatten eine Matura absolviert, 46,2 % hatten einen Lehrabschluss oder eine berufsbildende mittlere Schule besucht und 35,6 % aller Hagenberger hatten die Pflichtschule als höchsten Abschluss.

### Herkunft und Sprache
Der deutsche Dialekt, der im Raum Hagenberg sowie in Oberösterreich allgemein gesprochen wird, ist das Mittelbairische. 98,1 % der Hagenberger gaben 2001 Deutsch als Umgangssprache an. Weitere 1,8 % sprachen andere Sprachen.
Der Anteil der Hagenberger mit ausländischer Staatsbürgerschaft lag 2001 mit 1,8 % weit unter dem Durchschnitt Oberösterreichs. Dabei hatten 0,4 % der Hagenberger Bevölkerung eine Staatsbürgerschaft aus Deutschland und 1,4 % entfielen auf sonstige Staatsbürger. Insgesamt waren 2001 etwa 3,7 % der Hagenberger in einem anderen Land als in Österreich geboren.

## Kultur und Sehenswürdigkeiten
- Pfarrkirche Hagenberg: Die heutige Pfarrkirche wurde in den 1980er Jahren errichtet.
- Schloss und Schlosskapelle: Das Schloss wurde 1985 umgebaut, die Kapelle stammt aus 1610. Das charakteristische Zwiebeldach des zur Schlosskapelle gehörenden Kirchturms wurde im Jahr 2009 umfangreichen Sanierungsarbeiten unterzogen und erstmals seit 110 Jahren vollständig erneuert.
- Burgstall Alt-Hagenberg
- Venetianer Kleinwasser-Kraftwerk „Kumpfmühle“: Revitalisiertes Kleinkraftwerk aus 1921.

### Naturdenkmäler
- Schlosspark: Vermutlich vor 1826 angelegt, mit einem außergewöhnlichen Baumbestand, Parkwiesen und kleinen Teichen.

### Regelmäßige Veranstaltungen
Neben den zahlreichen, von ländlichem Charme geprägten Veranstaltungen, wie beispielsweise der Hagenberger Mostkost, werden auch regelmäßig Feste, Bälle und Konferenzen von den Studenten der FH Oberösterreich und den Mitarbeitern des Softwareparks veranstaltet.
So organisieren zum Beispiel der Studentenverein IF jährlich ein Sommer- und Winterfest, der Tanzsportverein der FH einen FHruehlingsball und der Hagenberger Kreis das renommierte Security Forum. Von 2006 bis 2010 fanden in der Fachhochschule Hagenberg die österreichische Hexapod-Meisterschaft statt, die alljährlich auf großes Medieninteresse stießen.
Außerdem gibt es immer wieder interessante Veranstaltungen für Firmen im Softwarepark Hagenberg.

## Wirtschaft und Infrastruktur

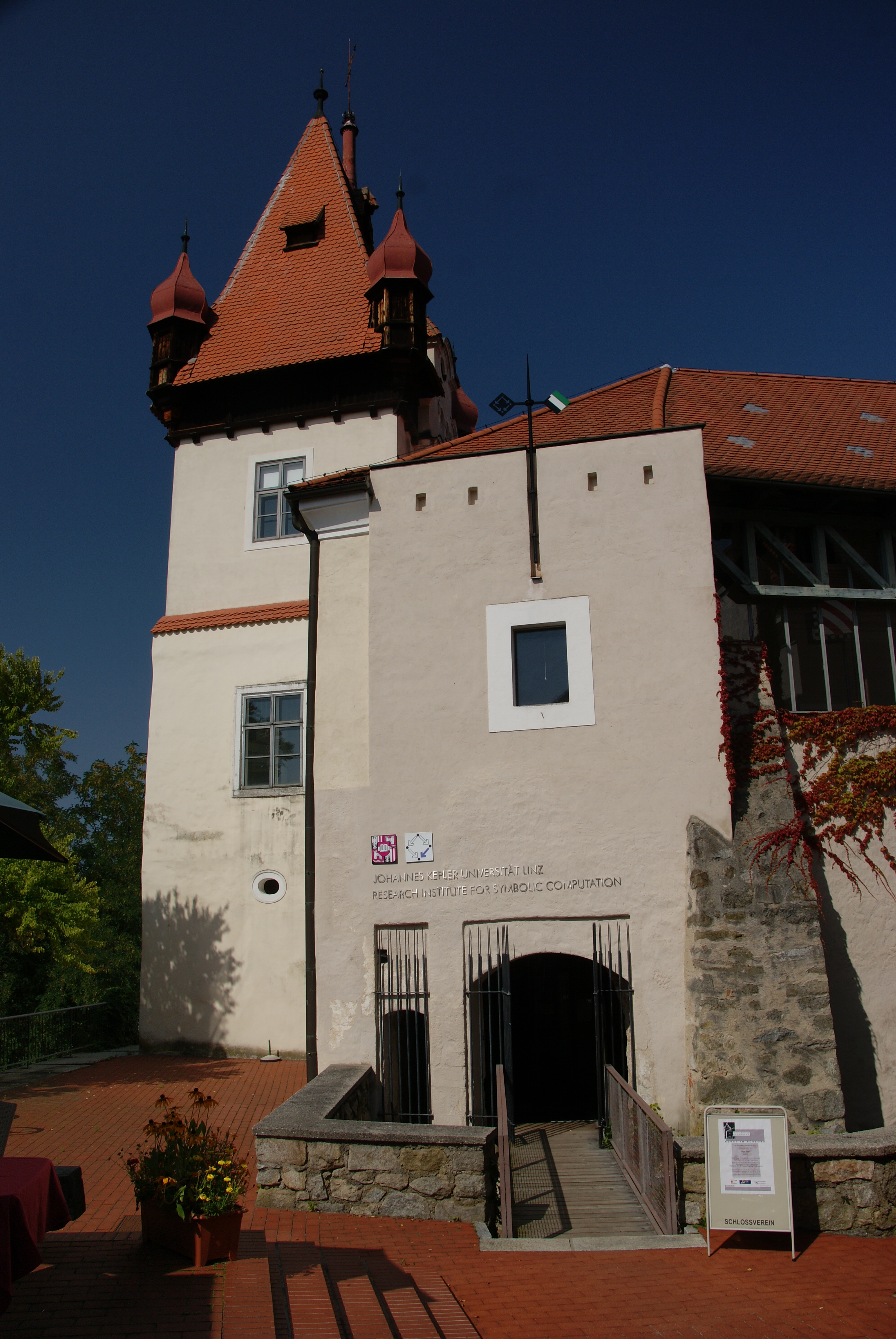
RISC im Schloss Hagenberg

### Nahversorgung
Hagenberg verfügt für seine Größe über eine relativ gute Nahversorgung, deren Struktur sich in den vergangenen Jahrzehnten jedoch stark verändert hat. Während bis in die späten 1980er und frühen 1990er Jahre ortsansässige Betriebe (Gasthäuser, Fleischhauer, Bäcker, Friseur, zwei Gemischtwarenhandlungen) die Nahversorgung stellten, hat sich das Angebot mit der Errichtung des ersten Supermarkts am Ortsrand ab den 1990er Jahren merklich verändert. Heute stellen größere, vorwiegend mit dem Auto erreichbare Geschäftsansiedlungen in der Peripherie der Nachbargemeinden Pregarten und Unterweitersdorf eine große Konkurrenz für die Nahversorgung im Ortszentrum von Hagenberg dar. Um dieser Entwicklung zu entgegnen, wurde auf dem Areal eines früheren Kinderspielplatzes das Geschäftsgebäude Neue Mitte errichtet, das gegenwärtig eine Apotheke, ein Geschäftslokal des Diakoniewerks, ein Infocenter des Softwareparks, ein zweites Friseurstudio, eine Ärztin für Allgemeinmedizin, einen Lungenfacharzt, eine Pizzeria sowie eine Masseurin beherbergt. Mit langer Kontinuität gibt es im Ort je eine Bankfiliale von Raiffeisenbank und Sparkasse. Im Jahr 2008 wurde das Postamt trotz zahlreicher Proteste und einer Resolution des Gemeinderats geschlossen und die Postdienste, sowie die Dienstleistungen der P.S.K.-Bank an das Diakoniewerk als nunmehriger „Post-Partner“ übertragen.

### Forschung und Ausbildung
Der Softwarepark Hagenberg ist ein Technologiezentrum und verbindet Wirtschaft, Forschung und Ausbildung zum Themenschwerpunkt Software. Seit der Gründung des Softwareparks im Jahr 1989 durch Bruno Buchberger wurden unter seiner Leitung über 1000 Arbeits- und 1500 Studienplätze in 50 Firmen, 10 Forschungsinstituten und verschiedenen Ausbildungseinrichtungen geschaffen. Insgesamt bietet der Technologiepark 17.700 m² Bürofläche in den Bürogebäuden Meierhof, IT-Center, amsec, COUNT IT Group, Arbeiten & Wohnen und Schloss Hagenberg, 8.600 m² Ausbildungsfläche in den beiden Fachhochschulgebäuden und Geschäftsflächen von etwa 1.100 m² in der Neuen Mitte.
Als eines der größten unabhängigen Forschungszentren im Bereich Software in Österreich war das Software Competence Center Hagenberg (SCCH) lange Zeit im Bürogebäude Meierhof angesiedelt, seit 2021 sind die Räumlichkeiten im Gebäude Business Campus One.

### Bildungseinrichtungen
In Hagenberg ist seit 1989 das RISC (Research Institute for Symbolic Computation) der Johannes-Kepler-Universität Linz im revitalisierten Schloss angesiedelt. 1992 begann die Umgestaltung des Gutmeierhofes zu einem Bürogebäude, in dem sich zahlreiche kleine und auch größeren Firmen und Universitätsinstituten (RISC-Linz, FAW, FLLL) niederließen. Auch die ersten Studiengänge der Fachhochschule Oberösterreich waren dort angesiedelt, ehe die FH um 1999 in ein neu errichtetes Gebäude auf dem Campus einzog. 2004 wurde ein weiteres großes Gebäude der FH OÖ Hagenberg seiner Bestimmung übergeben, um die wachsende Zahl der Studierenden zu aufzunehmen und eine optimale Infrastruktur zu bieten. Im Oktober 2012 wurde das FH3-Gebäude eröffnet, das neben Räumlichkeiten für die Lehre auch ein Research Center der FH OÖ beherbergt.
Im Ort steht eine Volksschule zur Verfügung. Das Bildungsangebot in Hagenberg wurde im Herbst des Jahres 2003 durch ein Bundesoberstufenrealgymnasium (BORG) für Kommunikation erweitert. Das BORG Hagenberg ist eine Expositur des Bundes-Oberstufenrealgymnasiums in Linz.

### Verkehr

#### Öffentlicher Verkehr
Hagenberg besitzt über den nahe gelegenen Bahnhof Pregarten (ca. 20 Gehminuten zum Ortszentrum) einen Anschluss an das Streckennetz der Österreichischen Bundesbahnen (Summerauer Bahn). Mit Buslinien des Postbusses ist der Ort direkt erreichbar. Besonders die Errichtung und der Ausbau der Fachhochschule Hagenberg haben zu einer spürbaren Verbesserung bei der öffentlichen Verkehrsanbindung geführt, von der die zahlreichen Berufspendler – vor allem in Richtung Linz – profitieren. Neben dem Linienbetrieb des Postbusses wird das Fahrplanangebot durch Schichtbuslinien in das Linzer Industriegebiet ergänzt.
Die Regionalbuslinie 343 verbindet seit 13. September 2010 Pregarten mit Hagenberg und Gutau. Zuvor, von Dezember 2004 bis September 2010, verkehrte zwischen den eng benachbarten Gemeinden Hagenberg, Pregarten und Wartberg der 3-Märktebus. Er erschloss auf zwei Routen die wichtigsten Siedlungsgebiete dieser drei Gemeinden. Für den 3-Märktebus wurde den Betreibergemeinden Hagenberg, Pregarten und Wartberg im Jahr 2009 der VCÖ-Mobilitätspreis für das Land Oberösterreich verliehen.
Am 22. September 2009 ging eine Schnellbuslinie in Betrieb, die mit einer Fahrzeit von 22 Minuten die Linzer Johannes Kepler-Universität mit dem Softwarepark Hagenberg verbindet. Die Abfahrts- und Ankunftszeiten sind auf die Züge am Bahnhof Pregarten und auf den Straßenbahnverkehr in Linz Auhof abgestimmt.
Im Jänner 2010 verabschiedete der Hagenberger Gemeinderat, ebenso wie die Gemeinden Pregarten, Engerwitzdorf, Gallneukirchen und Unterweitersdorf, eine Resolution für die Errichtung einer Stadtbahnverbindung Linz – Gallneukirchen – Pregarten.

#### Straße
Die Königswiesener Straße B 124 grenzt südlich des Ortes an das Gemeindegebiet, durch den Ort führt die Hagenberger Landesstraße, die im Norden in die Mühlviertler Straße B 310 mündet. Die in der Nachbargemeinde Unterweitersdorf liegende Anschlussstelle an die Mühlviertler Schnellstraße S 10 bietet eine Verkehrsverbindung nach Linz.

### Öffentliche Einrichtungen, Gesundheitswesen und Vereine
Im Ort gibt es einen Kindergarten und eine öffentliche Pfarr- und Gemeindebibliothek. Neben einer Ärztin für Allgemeinmedizin stehen eine Zahnärztin, ein Facharzt für Neurologie, ein Facharzt für Frauenheilkunde und Geburtenhilfe, ein Lungenfacharzt, eine praktizierende Psychologin, eine Apotheke sowie eine regelmäßige Mutterberatung zur Verfügung.

#### Vereine
- Allgemeiner Sportverein (ASV)
- Alpenverein Hagenberg
- ASKÖ Hagenberg
- Chorvereinigung Hagenberg
- Elternverein Hagenberg i.M.
- FH Sportverein Campus Hagenberg
- Förderverein für die Fachhochschulstudiengänge in Hagenberg
- Freiwillige Feuerwehr Dingdorf
- Freiwillige Feuerwehr Hagenberg
- Goldhaubengruppe Hagenberg
- Hagenberger Kreis zur Förderung der digitalen Sicherheit
- Imkerverein Pregarten-Wartberg-Hagenberg
- Kameradschaftsbund
- Katholische Frauenbewegung
- Katholische Jungschar und Jugend
- Kulturgruppe CART
- Lebensraum Hagenberg
- MakerSpace Hagenberg – Förderung technischer Projekte in Hagenberg
- Musikverein Hagenberg
- Naturfreunde Hagenberg
- Ortsentwicklungskomitee Hagenberg
- PC-User-Group Hagenberg (PUG)
- Pensionistenverband Hagenberg
- Schlossverein Hagenberg
- Seniorenbund Hagenberg
- Sparverein GH Hametner
- Sparverein GH Dannerwirt
- Spiegel-Zwergerltreff
- Studentenverein IF Hagenberg
- Theaterverein Schlosstheater Hagenberg

## Politik

### Gemeindevertretung
Der Gemeinderat hat 25 Mitglieder.
- Mit den Gemeinderats- und Bürgermeisterwahlen in Oberösterreich 2003 hatte der Gemeinderat folgende Verteilung: 11 ÖVP, 9 SPÖ, 4 GRÜNE und 1 FPÖ.
- Mit den Gemeinderats- und Bürgermeisterwahlen in Oberösterreich 2009 hatte der Gemeinderat folgende Verteilung: 11 ÖVP, 9 SPÖ, 3 GRÜNE und 2 FPÖ.
- Mit den Gemeinderats- und Bürgermeisterwahlen in Oberösterreich 2015 hatte der Gemeinderat folgende Verteilung: 13 ÖVP, 5 GRÜNE, 4 SPÖ und 3 FPÖ.
- Mit den Gemeinderats- und Bürgermeisterwahlen in Oberösterreich 2021 hat der Gemeinderat folgende Verteilung: 12 ÖVP, 6 GRÜNE, 5 SPÖ und 2 FPÖ.[13][14]

Zwischen 1945 und 1997 und 2015 erreichte die ÖVP die absolute Mehrheit. Bis 2015 wurde die SPÖ zweitstärkste Partei, 2015 verloren sie jedoch diesen Platz an Die Grünen, welche schon 2003 die FPÖ als drittstärkste Partei verdrängten.

### Bürgermeister
- bis 2009: Rudolf Fischerlehner (ÖVP)
- 2009–2019: Kathrin Kühtreiber-Leitner (ÖVP)[16]
- seit 2019: David Bergsmann (ÖVP)[16]

### Wappen
Blasonierung:

„In Rot auf der mittleren Kuppe eines grünen Dreiberges, dessen äußere Kuppen von je einer silbernen  gesäumt sind, die Fassade eines silbernen Turmes mit zwei hochrechteckigen, je sechsscheibigen Fenstern über einem Sockel und unter einem Gesims; bekrönt mit einem silbernen Traufgesims, darauf zwischen zwei silbernen Ecktürmchen mit Zwiebeldächern eine silberne, seitlich eingebogene und oben aufwärts gebogene Giebelmauer mit einem schwarzen Rundfenster über zwei schwarzen Rundbogenfenstern, und einem schwarzen Keildach.“

Die Gemeindefarben sind Grün-Weiß-Schwarz.
Der Dreiberg kann auf den Ortsnamen bezogen werden. Der Turm ist ein ehemaliger Teil des Schlosses, das das Ortsbild prägt. Das Wappen wurde von Franz Kühtreiber entworfen.
Die Verleihung des Gemeindewappens und der Gemeindefarben erfolgte am 21. Jänner 1985.

## Persönlichkeiten

### Söhne und Töchter der Gemeinde
- Georg Friedrich Dürckheim (1866–1928), Gutsbesitzer und Abgeordneter zum Österreichischen Abgeordnetenhaus
- Josef Buchner (* 1942), Politiker
- Ernst Pühringer (* 1944), Skilangläufer
- Günter Giselher Krenner (* 1946), Autor, Schauspieler und Pädagoge
- Franz Friedrich Altmann (* 1958), Schriftsteller

### Mit der Gemeinde verbundene Persönlichkeiten
- Bruno Buchberger (* 1942), Mathematiker
- Barbara Buttinger-Förster (* 1959), Malerin, Bildhauerin und Land-Art-Künstlerin
- Hubert Gaisbauer (* 1939), Autor und Journalist
- Thomas Oberreiter (* 1966), Diplomat
- Karl Radler (1884–1964)[18]
- Franz Tumler (1912–1998), Schriftsteller